# Aethalops
Aethalops är ett släkte inom familjen flyghundar, som omfattar dessa två arter:
- Aethalops alecto
- Aethalops aequalis